# Alpine A108
Die Alpine A108 war ein Sportwagen, der in der Zeit von 1958 bis 1965 von Alpine gebaut wurde. Es gab sechs Versionen: Alpine A108 Cabrio (ab 1958), Coupé (ab 1959), Cabrio Sport (ab 1960), Coupé Sport (ab 1960), Coupé 2+2 (ab 1959) und Berlinette (ab 1960).

## Geschichte
Im Jahr 1958 präsentierte Jean Rédélé den Alpine A108 als Cabrio. Das Fahrzeug hatte äußerlich noch große Ähnlichkeit mit dem Alpine A106 Cabrio, der im Jahr zuvor auf den Markt gekommen war. Die Unterschiede in der Karosserie waren lediglich Details, sodass sich die Fahrzeuge A106 und A108 hauptsächlich in den Ausstattungsvarianten wie z. B. der Motorisierung unterschieden. Die Übergänge zwischen A106 und A108 waren fließend, sodass es bei einzelnen Fahrzeugen schwer zu bestimmen ist, welcher Modellreihe sie zuzuordnen sind. Der Alpine A106 wurde zeitgleich parallel zum A108 noch weitergebaut. Das Design des A108 Cabrio stammte von Giovanni Michelotti. Die Karosserie war, wie bei allen Serienfahrzeugen von Alpine, eine Kunststoffkarosserie. Wie bereits beim A106 war auch der A108 ein Heckmotorfahrzeug.
1959 wurde der A108 als Coupé-Version auf den Markt gebracht und in Paris vorgestellt. Das Fahrzeug hatte ein festes Dach, das nicht abnehmbar war. Da die Grundform des Cabrios unverändert beibehalten und lediglich ein Dach hinzugefügt wurde, wird es in manchen Quellen als Hardtop-Variante beschrieben, was jedoch irreführend ist, denn es war ein eigenständiges Modell. Mit einer Auflage von 12 bis 15 Fahrzeugen ist dieses Modell eine Rarität. Nur wenige Exemplare sind bis heute erhalten.
Die Modellpalette von Alpine wurde mit dem A108 Coupé 2+2 erneut erweitert, Gewicht: 595 kg. Die Karosserie und das Design stammten von Chappe et Gessalin. Das Design war ein vollkommen eigenständiger Entwurf mit kleinen Heckflossen, der jedoch insgesamt etwas unfertig wirkte. Die Frontscheinwerfer lagen hinter Glas in den Kotflügeln des Fahrzeugs, das Dach war kantig konstruiert und weniger abgerundet im Vergleich zum A108 Coupé. Der A108 Coupé 2+2 ist ein Alpine mit vier Sitzplätzen und sollte daher für Familien ansprechend sein. Der Wagen wurde als „Grand Tourisme“ vermarktet.
Die nun vorhandenen drei Modelle des A108 konnten mit sechs verschiedenen Motoren ausgerüstet werden. Es kamen z. B. die Motoren des Renault Dauphine zum Einsatz.
1960 wurde das Design des A108 grundlegend verändert und neu angepasst. Phillipe Charles hatte mit einer umfangreichen Überarbeitung der Karosserie des Cabrios begonnen. Sein Entwurf wurde bei Citroën am Quai de Jard im Windkanal getestet und erreichte einen günstigen CW-Wert. Mit dieser Überarbeitung entstand das Design, das die Fahrzeuge der Marke Alpine bis in das Jahr 1977 prägen sollte. Das neue A108-Cabrio erhielt den Namenszusatz „Cabrio Sport“. Auch das Coupé wurde dem neuen Design angepasst und bekam den Namenszusatz „Coupé Sport“. Für die eingesetzten Hauptscheinwerfer wurden Lampentöpfe in die Kotflügel integriert und mit Plexiglas verschlossen. So wurde die Front neu gestaltet. Unverändert blieben dabei die seitlichen Lüftungsschlitze zur Kühlung des Motors und die Form der Dachpartie. Der A108 Coupé 2+2 blieb unverändert und ist von der Designveränderung nicht betroffen. Die Designstudien von Phillipe Charles brachten 1960 jedoch zusätzlich noch ein neues Alpine-Modell hervor, das für den Erfolg der Marke zukünftig eine große Rolle spielte. Phillipe Charles ließ sich dabei von der Linienführung eines Alfa Romeo Coupé inspirieren, das einem Bekannten von Jean Rédélé gehörte. Er konstruierte eine neue Dachkonstruktion auf ein Alpine-Cabrio und bekam den Alpine A108 Berlinette. Der A108 Berlinette „Tour de France“ war erstmals bei der Tour de France zu sehen, bevor er 1960 beim Pariser Automobilsalon offiziell vorgestellt wurde. Danach verbreitete sich der Name A108 Berlinette im nationalen Motorsport Frankreichs. Der Alpine A108 Berlinette war nach dem Alpine A106 Coach das neue Alpine-Fahrzeug für den Motorsport. Aus einer Überarbeitung dieses Fahrzeugs entwickelte sich der Alpine A110 Berlinette, der später zur Rennsportlegende wurde.
Mit dem Alpine A108 begann Jean Rédélé die Karosserien für seine Fahrzeuge selbst anzufertigen. Dazu gründete er die Firma R.D.L. (der Name steht für Rédélé, wenn man alle é weglässt). Die Karosserien des Alpine Coupé 2+2 wurden jedoch auch weiterhin von Chappe et Gressalin hergestellt.

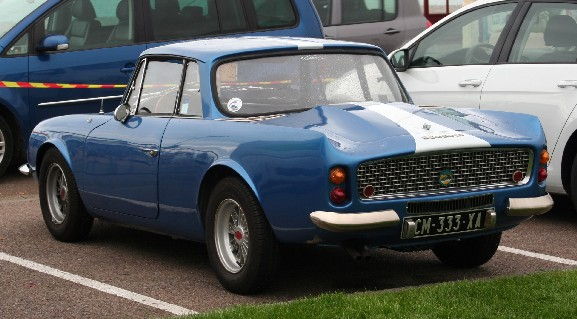
Alpine A108 Coupé 2+2

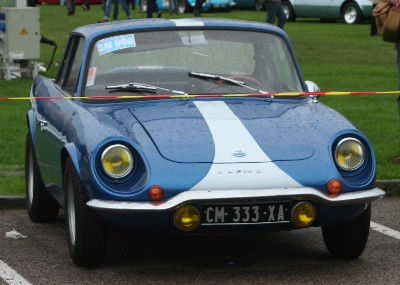
Alpine A108 Coupé 2+2

1961 begann Jean Rédélé eine Zusammenarbeit mit dem Automobilhersteller Willys Overland do Brazil, der nun Alpine-Fahrzeuge in Lizenz in Sao Paulo (Brasilien) herstellte. Die Fahrzeuge, die als Willys Interlagos verkauft wurden, waren baugleich mit den Alpine-A108-Modellen von 1960. Erhältlich sind: Willys Interlagos Berlineta, Willys Interlagos Cupê, Willys Interlagos Conversível. Der Willys Interlagos wurde beim „Salão de São Paulo“ von 1961 der Öffentlichkeit präsentiert. Die Berlinetta wurde in Südamerika genauso wie ihre französische Schwester im Rennsport eingesetzt.
In Spanien arbeitete Jean Rédélé mit Manuel Jiménez Alfaro zusammen, der ebenfalls Alpine-Fahrzeuge in Lizenz nachbaute. Bei FASA wurden anfangs Fahrzeuge hergestellt, die baugleich waren mit den Alpine-A108-Modellen aus dem Jahr 1960. Anders als in Brasilien wurden in Spanien jedoch später auch Fahrzeuge hergestellt, die dem Modell A110 entsprachen. Die Fahrzeuge wurden verkauft als FASA-Alpine. Das Markenzeichen von Alpine, das A, wurde bei diesen Fahrzeugen jedoch optisch abgeändert.
Im Herbst 1961 wurde die erste Berlinette als Berlinette A110 gebaut und als Nachfolger des A108 angekündigt. 1962 wurde der A110 Berlinette und der Alpine A110 GT4 (Nachfolger des A108 Coupé 2+2) auf dem Pariser Automobilsalon der Öffentlichkeit vorgestellt. Die verschiedenen Versionen der A108 wurden noch bis 1964 gebaut, der A108 Berlinette noch bis 1965.

## Motoren
Das Fahrzeug hatte in der ersten Zeit einen Vierzylindermotor mit 845 cm³ Hubraum aus dem Renault Dauphine mit 19,5 kW (26,5 DIN-PS) oder einen Motor von Marc Mignotet mit 904 cm³ Hubraum und 32 kW (44 PS) bei 5500/min. Durch eine veränderte Bohrung konnte auch ein Hubraum von 998 cm³ und 44 kW (60 PS) bei 6250/min erreicht werden.

## Namensgebung
Während sich der Name des Alpine A106 von der internen Renault-Werksbezeichnung R1062 und R1063 vom Renault 4CV ableitet, wurde für den A108 die Kennzeichnung R1090 und R1092 von Renault Dauphine und Renault Floride nicht übernommen. Woher die Namenswahl des A108 kam, kann auch Jean Rédélé später nicht mehr nachvollziehen. Auch bei späteren Modellen der Marke Alpine gab es keine Parallelen mehr zu den Renault-Modellen.